# Nils Ferlin
Nils Johan Einar Ferlin (Karlstad, 11 dicembre 1898 – Uppsala, 21 ottobre 1961) è stato un poeta svedese.
Nils Ferlin nacque a Karlstad, nello Värmland, dove suo padre lavorava presso il quotidiano Nya Wermlands-Tidningen. Nel 1908 la famiglia si trasferì a Filipstad ed il padre fondò una testata propria. Purtroppo il padre morì l'anno successivo e la famiglia fu costretta a vivere in condizioni più disagiate nel quartiere industriale per far sì che Nils potesse continuare a studiare fino al termine degli studi, a sedici anni.
Ferlin fu anche attore. Debuttò all'età di diciassette anni nel dramma Salomé di Oscar Wilde e continuò la sua carriera insieme ad una troupe teatrale itinerante.
Sebbene molte delle poesie di Ferlin siano melanconiche, alcune hanno dei toni umoristici. Diverse poesie sono state trasposte in musica e sono diventate canzoni popolari, come, ad esempio, Valsmelodi, un attacco alla musica industriale. Ferlin fu e rimane molto gradito dal pubblico, e vendette più di 300 000 copie delle sue raccolte poetiche durante la sua vita.
A Nils Ferlin sono state dedicate molte statue: una a Filipstad che lo ritrae seduto su una panchina, una nella piazza principale di Karlstad, in piedi su un tavolo, e una vicino alla Klara kyrka, a Stoccolma, mentre si accende una sigaretta.

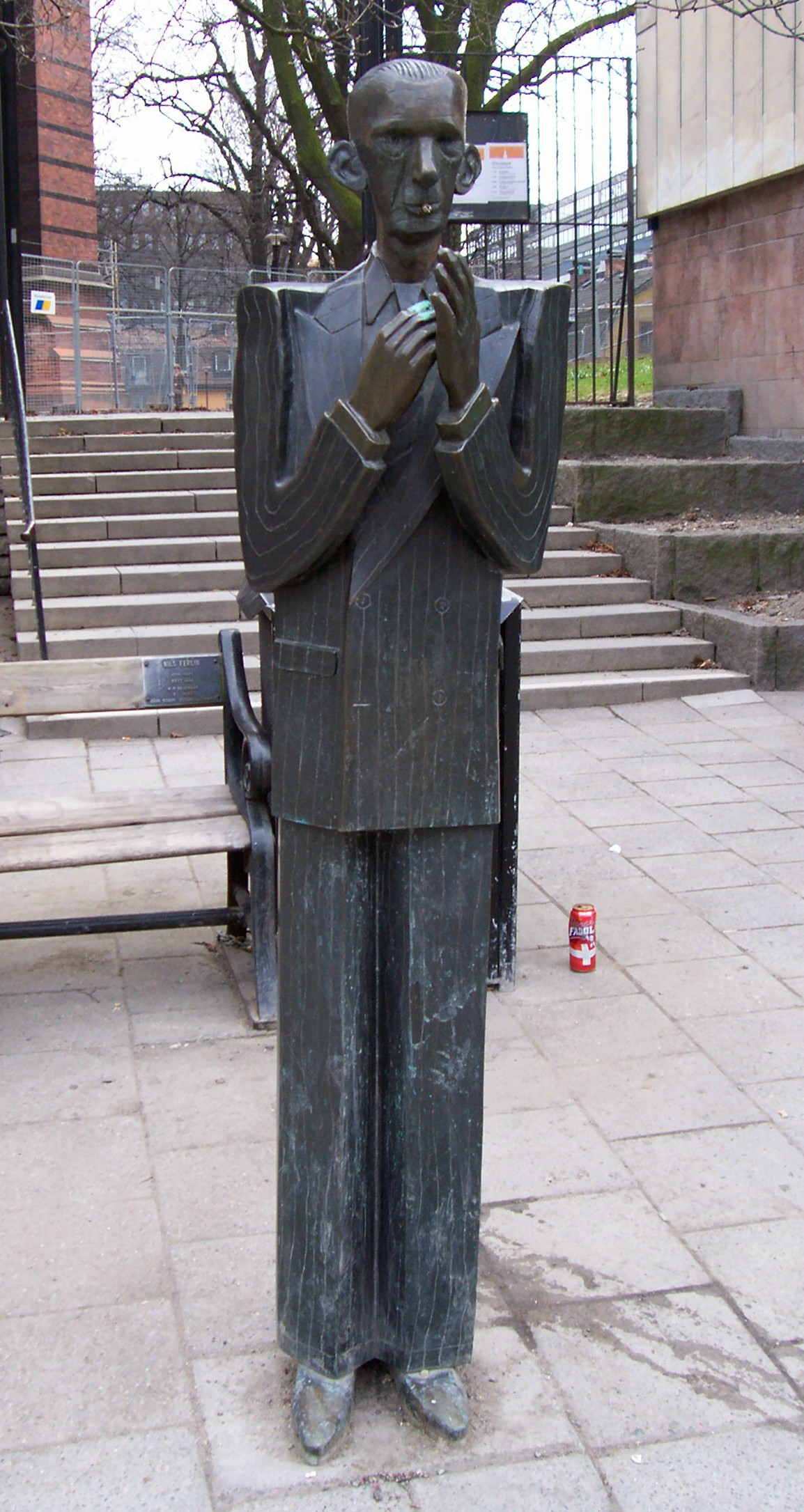
Statua di Nils Ferlin a Stoccolma